# Spodnje Kraše
Spodnje Kraše je naselje v Občini Nazarje.